# Ricardo Quirino dos Santos
Ricardo Quirino dos Santos (Rio de Janeiro, 22 de setembro de 1964) é um radialista, pastor evangélico e político brasileiro, filiado ao Republicanos. Nas eleições de 2022, foi eleito deputado estadual em Goiás com  31.559 votos (0,92% dos votos válidos).
Assumiu, como Suplente, o mandato de Deputado Federal pelo Distrito Federal em 2006, na Legislatura 2007-2011.